# Poecilopsyche suyodhana
Poecilopsyche suyodhana är en nattsländeart som beskrevs av Schmid 1968. Poecilopsyche suyodhana ingår i släktet Poecilopsyche och familjen långhornssländor. Inga underarter finns listade i Catalogue of Life.